# Calodipoena stathamae
Calodipoena stathamae är en spindelart som först beskrevs av Willis J. Gertsch 1960.  Calodipoena stathamae ingår i släktet Calodipoena och familjen Mysmenidae. Inga underarter finns listade.